# Royal Military Academy Woolwich

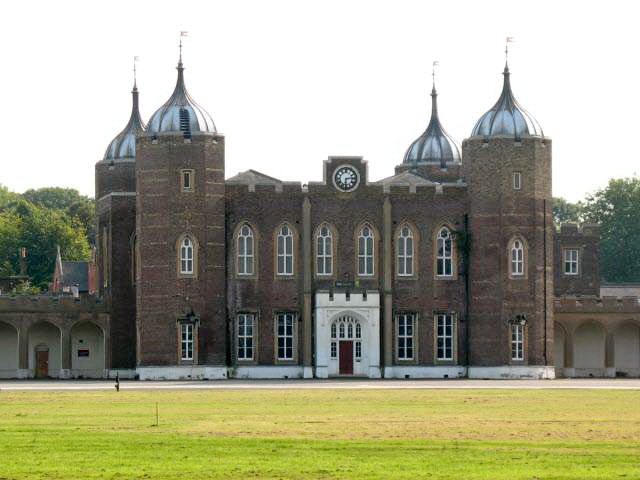
Ehemaliges Gebäude der Royal Military Academy in Woolwich

Die Royal Military Academy Woolwich (offiziell The Royal Military Academy, Woolwich; deutsch: Königliche Militärakademie Woolwich) war eine Militärakademie der British Army, die von 1741 bis 1939 im Londoner Stadtteil Woolwich existierte. Die Einrichtung wurde umgangssprachlich auch als „The Shop“ bezeichnet.

## Geschichte
Bereits um das Jahr 1720 hatte es in Woolwich Bemühungen um die Gründung einer Academy gegeben. Allerdings erfolgte erst 1741 die offiziell Gründung durch Georg II. Die Royal Military Academy Woolwich hatte den Auftrag, künftige Offiziere des Board of Ordnance auszubilden. Zunächst wurden zwei Lehrgänge angeboten: für eine Karriere in der Royal Artillery und für eine Karriere bei den Royal Engineers. Insbesondere der zweite Lehrgang war wegen der sehr guten Berufsperspektiven sehr beliebt, wodurch ein hoher Konkurrenzdruck herrschte. Sitz der neuen Einrichtung war Woolwich, wo es in der Nähe des Royal Military Depot seinen Sitz hatte. Später zog es auf eine Freifläche namens Woolwich Common. Dort unterrichtete man 1844 über 100 Studenten, größtenteils aus der Oberschicht. Die Studenten, die für die Ausbildung in Woolwich Gebühren bezahlen mussten, nannte man daher gentleman cadets. Zu den Studenten in Woolwich gehörte unter anderem der französische Thronfolger Napoléon Eugène Louis Bonaparte, der spätere hochrangige Militär Herbert Kitchener, 1. Earl Kitchener, und der spätere britische Premierminister Winston Churchill. Die beiden Lehrgänge hießen bis 1856 Ordnance Corps, ehe die Einrichtungen aus dem Kontrollbereich des Board of Ordnance ausgegliedert wurden.
Später unterschied man bei den Lehrgängen zwischen Sappeuren (= Royal Engineers), „Gunners“ (= Royal Artillery), „Signals“ und einem Panzerkorps. 1939 schloss die Einrichtung mit Ausbruch des Zweiten Weltkriegs. Studenten höherer Semester wurden direkt ins Militär eingegliedert, andere von den Officer Cadet Training Units übernommen. Nach Kriegsende übernahm die Royal Military Academy Sandhurst die Aufgabe von Woolwich. Formell wurde dabei die Academy Woolwich mit dem Royal Military College at Sandhurst vereint. Die Gebäude in Woolwich wurden seitdem nur spärlich gepflegt und verfielen mehr oder weniger. Nur noch die Kapelle der ehemaligen Akademie wurde noch regelmäßig genutzt. In den 2000er-Jahren gab es dann Pläne, die als Grade II buildings auf der Statutory List of Buildings of Special Architectural or Historic Interest geführten Gebäude zu renovieren und als private Wohngebäude zu nutzen. Die Pläne wurden in weiten Teilen bis 2019 in die Tat umgesetzt. Der ehemalige Cricketfeld der Akademie, wahrscheinlich eines der ältesten im Vereinigten Königreich, wird seitdem vom Blackheath Cricket Club genutzt. Das ursprüngliche Gebäude der Akademie nahe dem Royal Military Depot wurde später vom Laboratorium des Royal Arsenal genutzt.
Bekannte Lehrer in Woolwich waren unter anderem Frederick Augustus Abel, Peter Barlow, Samuel Hunter Christie, Adair Crawford, William Cruickshank, Michael Faraday, Alfred George Greenhill, Percy Alexander MacMahon, Paul Sandby und James Joseph Sylvester.